# Pella (Wisconsin)
Pella es un pueblo ubicado en el condado de Shawano en el estado estadounidense de Wisconsin. En el Censo de 2010 tenía una población de 865 habitantes y una densidad poblacional de 9,08 personas por km².

## Geografía
Pella se encuentra ubicado en las coordenadas 44°43′44″N 88°47′21″O / 44.72889, -88.78917. Según la Oficina del Censo de los Estados Unidos, Pella tiene una superficie total de 95.22 km², de la cual 94.44 km² corresponden a tierra firme y (0.82%) 0.78 km² es agua.

## Demografía
Según el censo de 2010, había 865 personas residiendo en Pella. La densidad de población era de 9,08 hab./km². De los 865 habitantes, Pella estaba compuesto por el 95.95% blancos, el 0% eran afroamericanos, el 1.16% eran amerindios, el 2.2% eran asiáticos, el 0% eran isleños del Pacífico, el 0% eran de otras razas y el 0.69% pertenecían a dos o más razas. Del total de la población el 0.23% eran hispanos o latinos de cualquier raza.